# Копривник в Бохињу
Копривник в Бохињу (словен. Koprivnik v Bohinju) је насељено место у општини Бохињ, Горењска регија, Словенија.

## Историја
До територијалне реорганизације у Словенији био је у саставу старе општине Радовљица.

## Становништво
У попису становништва из 2011. године, Копривник в Бохињу је имао 216 становника.
| Број становника према пописима | Број становника према пописима | Број становника према пописима |
| ------------------------------ | ------------------------------ | ------------------------------ |
| 1991                           | 2002                           | 2011                           |
| 224                            | 214                            | 216                            |

Напомена: До 1955. исказивано под именом Копривник.